# Willem van Gulik-Wachtendonk
Willem van Gulik, ook bekend onder de naam Willem van Wachtendonk (1394 – na 1439), was een bastaardzoon van Reinoud IV van Gelre uit een relatie met Maria van Brakel.
Per decreet van keizer Sigismund werd Willem op 13 december 1416 gewettigd. Door zijn huwelijken werd hij heer van Wachtendonk en Batenburg. 
Hij trouwde (1) op 5 januari 1410 met Johanna van Wachtendonk (1390-1415). Zij was de dochter van Arnold III heer van Wachtendonk (1350-) en Wilhelmina van Buren (1360-1390). Uit dit huwelijk werd geboren:
- Arendje van Gulik (1410-). Zij trouwde in 1425 met Johan heer van Middachten (1385-1452).

Na het overlijden van Johanna trouwde hij (2) in 1420 met Hermanna van Bronkhorst-Batenburg (1400-1440) erfvrouwe van Batenburg. Zij was een zuster van Dirk I van Bronckhorst-Batenburg-Anholt en dochter van Gijsbert van Bronckhorst-Batenburg-Anholt en Margriet van Ghemen. Uit zijn tweede huwelijk werden geboren:
- Hermanna van Wachtendonk (-1490). Zij trouwde met Willem Scheiffart van Merode (-1510). Nazaten uit 16 generaties van dit echtpaar, allen burgerlijk getrouwd, zijn nog in leven.
- Margaretha van Wachtendonk. Zij trouwde met Seyne van Broekhuizen van Barlham, zoon van Bernd en Griete van Ansem.
- Gijsbert van Gulik (ca. 1420 - 23 november 1484) trouwde ca. 1448 met Maria van Sombreffe Kerpen (ca. 1420 - ca. 1495). Zij was een dochter van Willem II heer van Sombreffe en Reckheim (1395-1475) en Gertrude van Saffenberg (1410-1445).
  - Willem van Wachtendonk (ritmeester) (ca. 1450 - 1482), zoon van Gijsbert, was betrokken in de Stichtse Oorlog met o.a. Jan van Schaffelaar.

Willem erfde in 1423 van zijn vader diens in 1405 verworven kasteel Ammersoyen. In 1424 verkocht hij het kasteel aan Johan van Broeckhuysen (-1442) heer van Weerdenborch en heer van Well en Ammerzode van 1424 tot 1442 (-1442). Deze Johan was getrouwd met Adriana van Brakel (1385-) vrouwe van Brakel in 1439.